# 氏家和男
氏家 和男（うじいえ かずお、1949年 - ）は、日本の弁護士。仙台弁護士会会長、日本弁護士連合会副会長。仙台弁護士会所属。

## 略歴
宮城県栗原市出身。
昭和24年10月、宮城県栗原市に生まれる。昭和44年に宮城県築館高等学校卒業、昭和48年3月に東北大学教育学部を卒業し、昭和52年10月に司法試験合格する。昭和55年4月に弁護士登録し、仙台弁護士会に入会する。仙台弁護士会会長、日本弁護士連合会理事を経て平成19年4月から平成20年3月まで日本弁護士連合会副会長を務める。平成20年4月から日本弁護士連合会・民事裁判手続きに関する委員会委員、仙台弁護士会・偏在対策拠点事務所支援委員会委員長などを務めている